# Chris Hanburger
Christian G. Hanburger Jr. (Fort Bragg, 13 agosto 1941) è un ex giocatore di football americano statunitense che ha militato nel ruolo di linebacker per tutta la carriera con i Washington Redskins della National Football League (NFL). Al college ha giocato a football a North Carolina.

## Carriera

### Washington Redskins
Hanburger fu scelto dai Redskins nel corso del 18º giro del Draft NFL 1965. Considerato uno dei migliori linebacker della sua epoca, fu convocato per nove Pro Bowl, il massimo nella storia dei Washington Redskins. Hanburger al 1973 al 1977 chiamò le giocate difensive della squadra diretta dall'allenatore George Allen. Dal 1971 al 1973 lui e Jack Pardee, l'outside linebacker nel lato opposto, formarono una coppia particolarmente efficiente. Nel 1972, i Redskins vinsero la finale della NFC contro i Dallas Cowboys, concedendo loro solo 3 punti, 96 yard corse e 73 yard passate dal quarterback Roger Staubach, su cui Hanburger mise a segno anche un sack. Anche se la difesa subì solo 14 punti nella gara successiva, il Super Bowl VII, i Redskins furono sconfitti dai Miami Dolphins.
A partire dalla stagione 1968, Hanburger partì come titolare in 135 gare consecutive, una striscia che si concluse nel 1977 a causa di un'operazione di appendicite. Nell'ultima gara di quella stagione 1977, Chris mise a segno 3 sack contro i Los Angeles Rams nella vittoria 17-14. Quella del 1978 fu l'ultima stagione dei suoi 14 anni di carriera nella quale intercettò 19 passaggi, recuperò 17 fumble, mise a segno 46 sack e segnò 5 touchdown, due da ritorni di intercetto e tre da recuperi di fumble.

## Palmarès
- (9) Pro Bowl  (1966, 1967, 1968, 1969, 1972, 1973, 1974, 1975, 1976)
- (4) First-team All-Pro (1972, 1973, 1975, 1976)
- (2) Second-team All-Pro (1969, 1974)
- 70 Greatest Redskins
- Pro Football Hall of Fame (classe del 2011)